# Плава кућа
Плава кућа (корејски 청와대; романизација: Cheong Wa Dae; значење на корејском "Павиљон плавих црепова") је службена резиденција и главно радно место председника Јужне Кореје у Сеулу. Резиденција се налази у округу Чонгно-гу. 
Плава кућа је заправо комплекс зграда направљен у традиционалном корејском стилу архитектуре, са неким модерним елементима. Направљена је на месту некадашње краљевске баште династије Чосон (1392–1897) и састоји се из више зграда различитих намена, међу којима је и резиденција председника републике. Сингман Ри, први председник Јужне Кореје, је након ослобођења од јапанске окупације први почео да користи ово место, као званичну резиденцију председника републике. Садашња главна зграда и резиденција су изграђене 1991. године. Цео комплекс покрива отприлике 250 000 квадратних метара. У оквиру туристичке понуде града Сеула постоје многи програми екскурзија по Плавој кући.